# Weib im Dschungel
Weib im Dschungel è un film del 1931 diretto da Dimitri Buchowetzki

## Soggetto
Il soggetto è tratto dal racconto La lettera di William Somerset Maugham (1926). Nel 1927 lo stesso Maugham aveva tratto un dramma teatrale (La lettera).

## Produzione
Weib im Dschungel è uno  dei quattro film girati pressoché contemporaneamente nel 1930-31 negli studi della Paramount a Joinville-le-Pont (Francia) tratti dai lavori di William Somerset Maugham. Gli altri tre sono :
- La donna bianca, film in lingua italiana diretto da Jack Salvatori
- La lettre, film in lingua francese diretto da Louis Mercanton
- La carta, film in lingua spagnola diretto da Adelqui Migliar